# 亨里希·柳什科夫

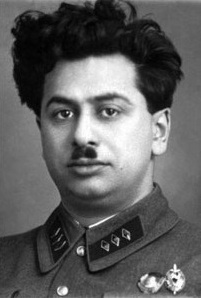
亨里希·柳什科夫

亨里希·萨莫伊洛维奇·柳什科夫（俄语：Генрих Самойлович Люшков，1900年—1945年8月19日）是蘇聯秘密警察，內務人民委員部官員，最高軍階為三等國家安全委員。

## 生平
1900年出生在俄羅斯帝國的敖德薩，父親是猶太人。1917年，正在學校唸書的他加入布爾什維克，後參加俄國革命。俄國內戰爆發時加入紅軍，在第十四軍中服役，負責政治工作，曾參與對抗波蘭人和鄧尼金的白軍，並以政委的身份榮獲紅旗勳章。
1920年，他加入全俄肅反委員會（契卡），曾在俄羅斯、烏克蘭任職。契卡被改組為國家政治保衛局（格別烏）後，他的地位受到提升。大約在1930年左右，他在德國執行間諜任務，負責監控容克斯航空公司的活動，因而獲得史達林的青睞。他很快被調到內務人民委員部並委以重任。1936年8月，任內務人民委員部亞速海-黑海地方局長，任內獲得列寧勳章。在第一次莫斯科審判中，他參與對格里戈里·季诺维也夫和列夫·加米涅夫的審訊，得到「傲慢、專橫、虐待狂惡霸」的惡名。
1937年7月31日被調往遠東，擔任內務人民委員部駐红旗远东特别集团军的首長。在任內，奉命對遠東地區的高麗人和華人進行集體強制流配。
在大清洗接近高潮的時候，秘密警察也受到牽連。柳什科夫的上級領導尼古拉·叶若夫逐漸失去權力，1938年，柳什科夫收到了返回莫斯科的命令。他強烈懷疑是自己將被逮捕處決的訊號，而他的兩位前任捷连季·杰里巴斯和弗谢沃洛德·巴利茨基均已遭到清洗。同年6月13日，他帶著蘇聯在遠東地區軍事實力的重要秘密文件越過圖們江進入滿洲國，被日本警官神本利男逮捕。此時柳什科夫的軍階是三等國家安全委員，是蘇聯最高級別軍官，相當於日本陸軍中將。而由於曾親身參與大清洗，他對蘇聯紅軍內部的清洗活動有最深的瞭解。一名納粹德國的情報官聽取了柳什科夫的匯報，理查·佐爾格取得了一封絕密文件的副本，並將其發送至莫斯科，將其叛逃之事告知克里姆林宮。
柳什科夫的叛逃最初被日本列為國家機密，但隨後日本發現其叛逃具有很高的宣傳價值。一個月後的7月13日，柳什科夫在日本東京的山王飯店召開記者會，透露了大清洗的許多不為人知的詳情，他聲稱曾被命令協助消滅特定的官員，包括前內務人民委員部的遠東負責人弗谢沃洛德·巴利茨基、蘇聯元帥瓦西里·布柳赫尔（汉名“加伦将军”）、遠東空軍司令阿尔贝特·拉平。
後來，柳什科夫成為日本的軍事顧問，曾策劃1939年1月在索契暗殺史達林的行動，但以失敗告終。他還向日本軍方詳細說明了蘇聯紅軍在遠東、西伯利亞和烏克蘭的實力，並提供蘇聯軍事無線電代碼。他的辛勤工作給日本的情報人員留下了深刻的印象。
德國投降後，柳什科夫於1945年7月20日被派往滿洲國的日本關東軍特別情報局工作。同年8月9日，蘇聯紅軍突然入侵滿洲，柳什科夫在此期間失蹤。他的結局無人知曉，據報道稱他最後一次出現在大連火車站的人群中。根據推測，他很有可能被紅軍俘虜，或是被日本情報官殺害。
1979年，他當時的手下片岡豐透露稱柳什科夫已遭殺害。柳田元三害怕柳什科夫一旦遭蘇聯紅軍俘虜，可能將日本的軍事機密泄露給蘇聯，因此命令片岡豐將其殺害。1945年8月19日，片岡豐於大連一家旅館的房間了會見了柳什科夫，建議其自殺，遭到柳什科夫拒絕；隨後片岡豐將其開槍打死，其遺體火化後埋葬在一個不知名的寺院中。
而根據另一個版本的說法，柳什科夫被日本人帶到大連想要引渡給蘇聯，試圖換回被蘇聯紅軍俘虜的前首相近衛文麿之子近衛文隆。柳什科夫得知後試圖逃跑，被日本軍官勒死。